# فرزنو (کالیفرنیا)
فرزنو (به انگلیسی: Fresno) شهری در شهرستان فرزنو در ایالت کالیفرنیا در آمریکاست. جمعیت این شهر با احتساب حومه در سال ۲۰۱۲ در حدود ۱٬۱۰۷٬۴۱۶ نفر بود.
کلوویس، کالیفرنیا نیز در منطقه شهری فرزنو قرار دارد.

## مردم
فرزنو دومین تمرکز بزرگ اقلیت ارمنی در ایالات متحده آمریکا را در خود (پس از گلندیل) دارد.

## حمل و نقل
فرودگاه بین‌المللی فرسنو یوسیمیتی، فرودگاه فرسنو چاندلر اگزکیوتیو و فرودگاه سیرا اسکای پارک سه فرودگاه شهر هستند.

## آموزش و فرهنگ
دانشگاه ایالتی کالیفرنیا در فرزنو مهمترین مؤسسه آموزش عالی شهر است. فرزنو سیتی کالج و دانشگاه فرزنو پاسیفیک از دیگر مراکز مهم دانشگاهی این شهرند.
دانشگاه کالیفرنیا در سانفرانسیسکو در این شهر نیز شعبه آموزشی تخصصی و مرکز درمانی دارد.
کتابخانه عمومی شهرستان فرزنو در این شهر ۳۴ شعبه دارد.

## شهرهای خواهر
- مشهد در ایران
- تورئون، کواویلا در مکزیک
- کوالالومپور در مالزی
- کوچی در ژاپن
- عفوله در اسرائیل
- واغارشاپات در ارمنستان
- مونستر در آلمان
- ورونا در ایتالیا
- طراز در قزاقستان
- نیشابور در ایران
- لاهور در پاکستان[۵]

## نگارخانه

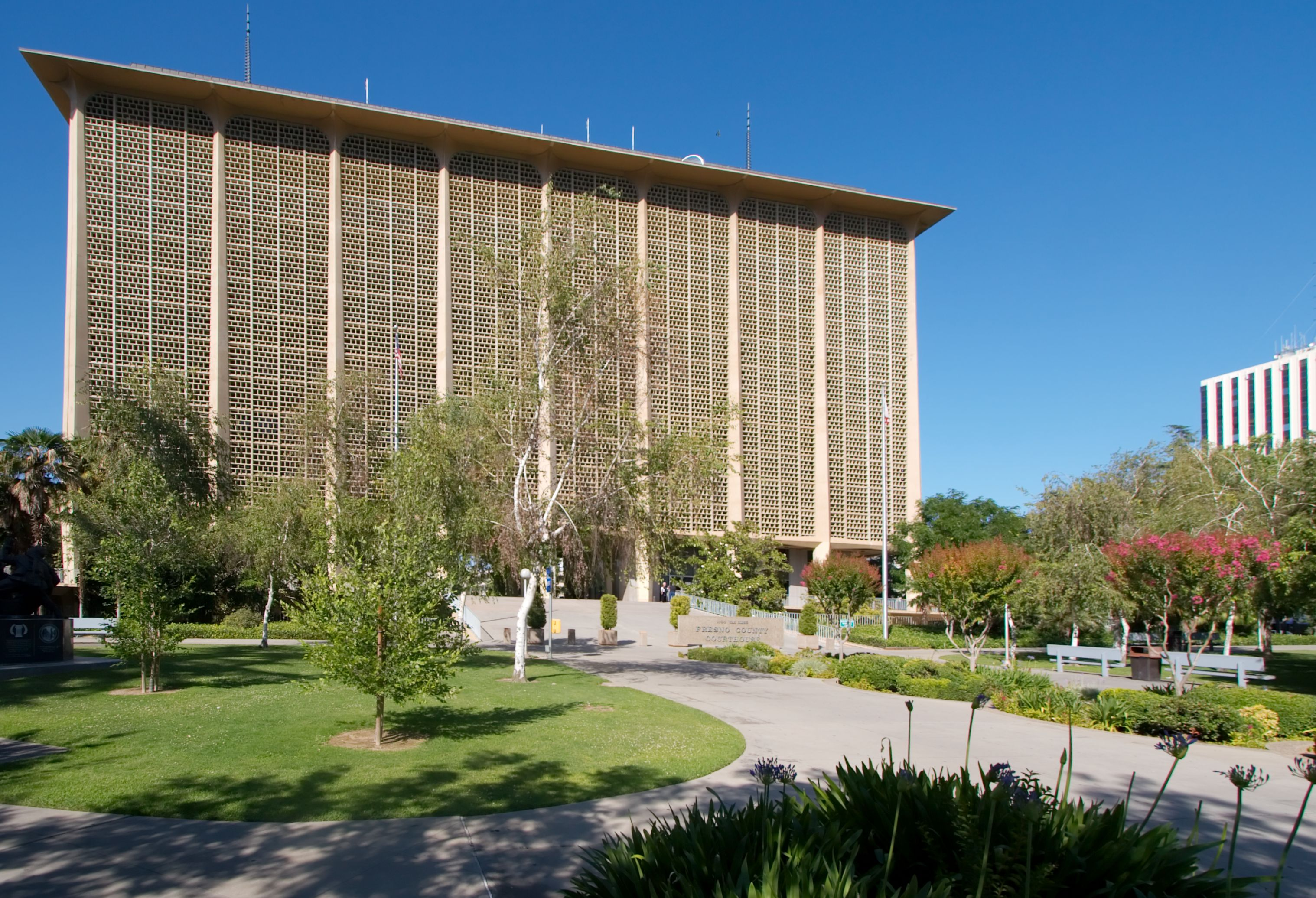
دادگستری شهر فرسنو
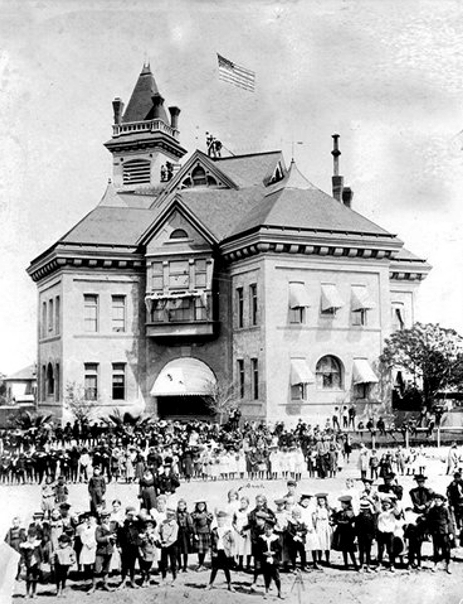
دبستانی در فرسنو در سال ۱۸۹۷ میلادی
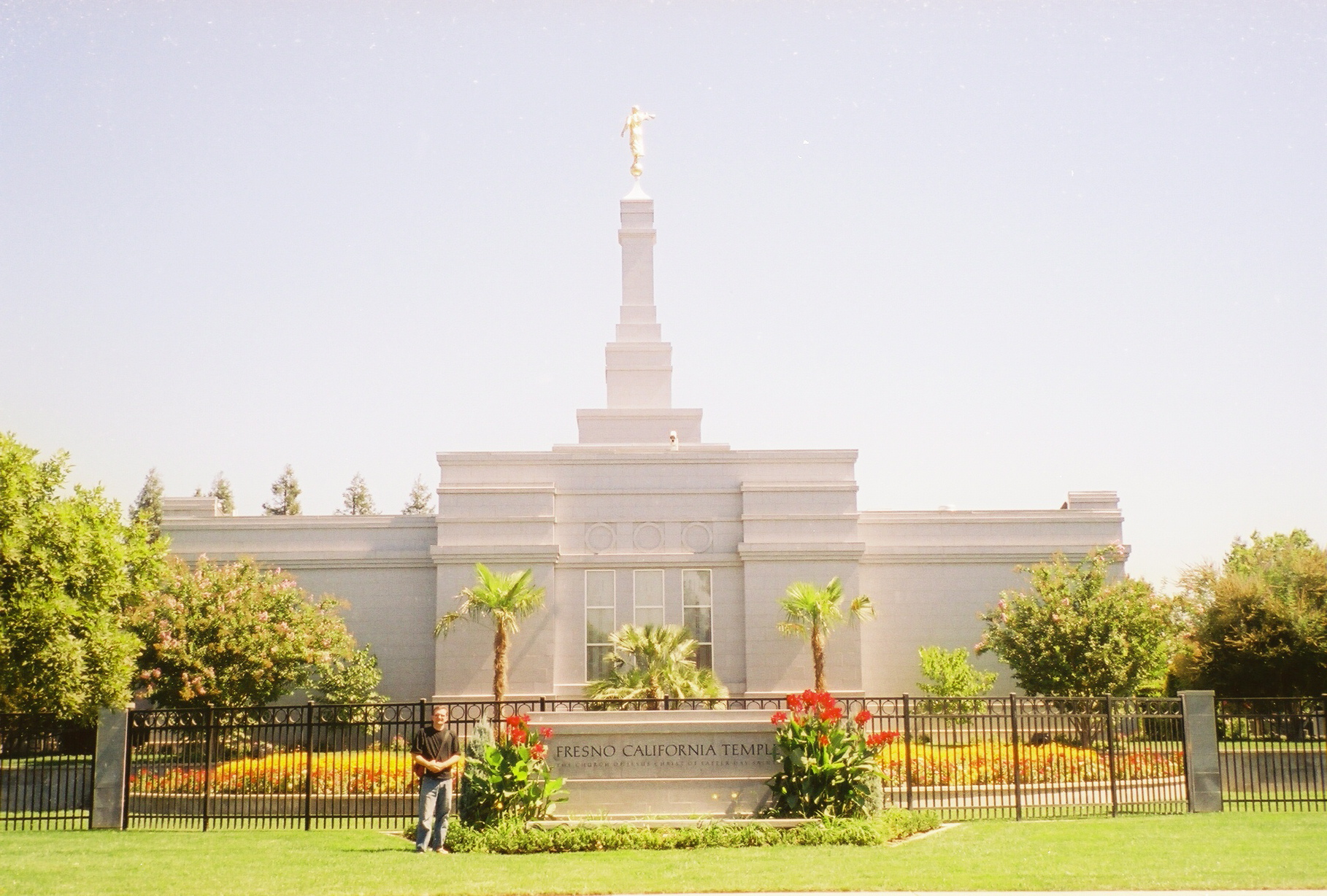
معبد مورمون‌های فرزنو
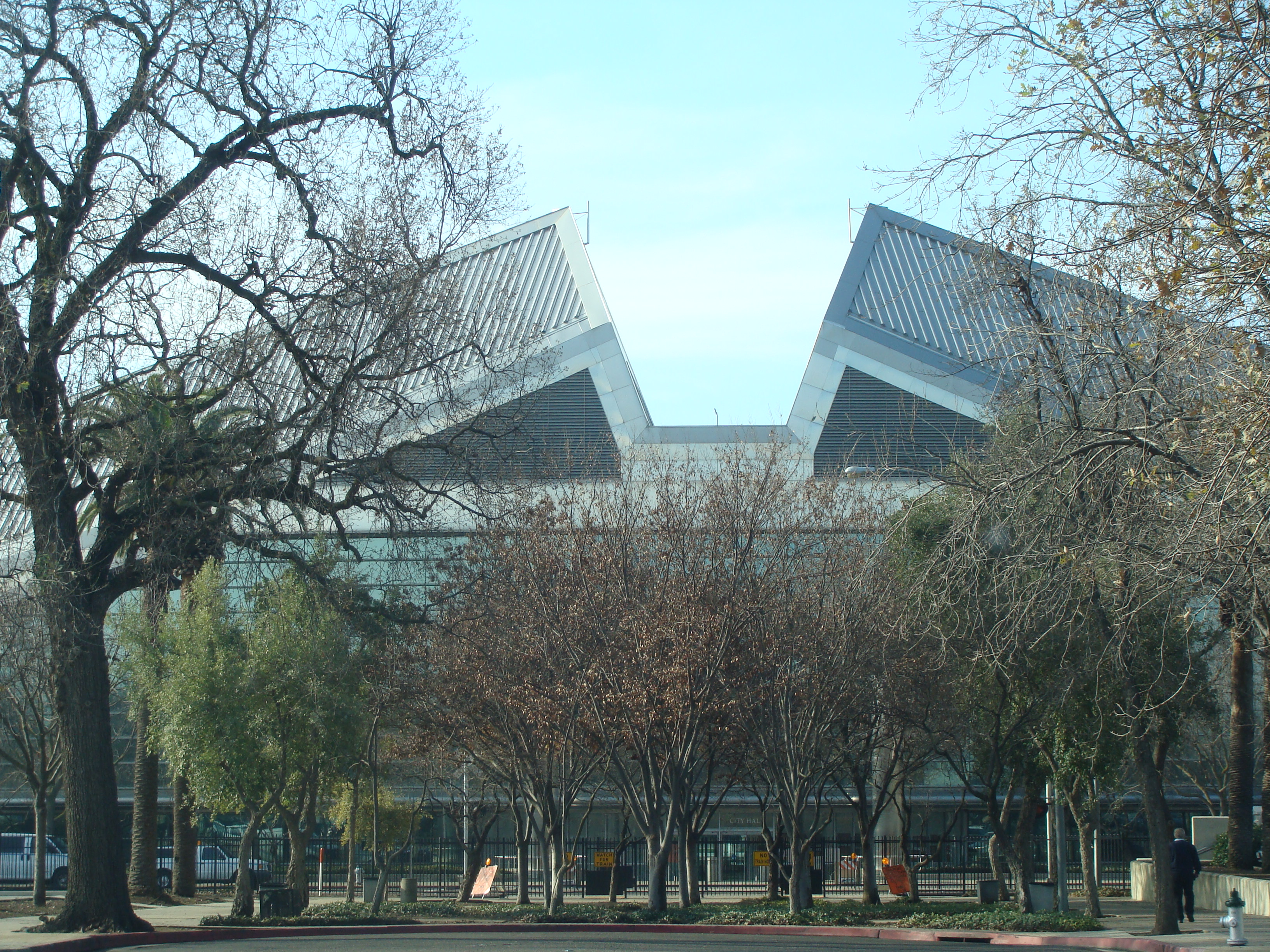
تالار شهرداری فرزنو